# Sigmund Feyerabend

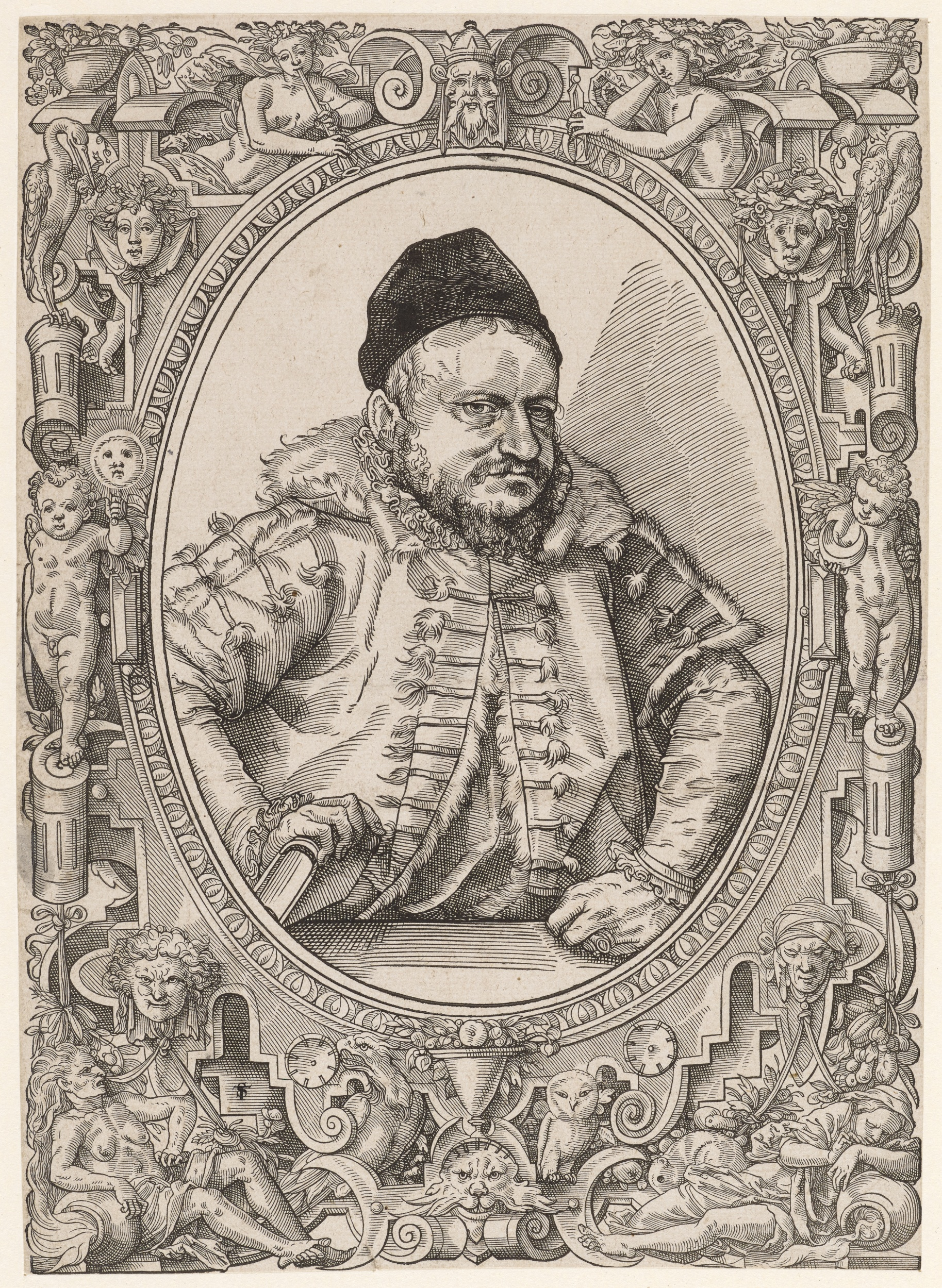
Tobias Stimmer: Bildnis des Sigmund Feyerabend, um 1571 (Holzschnitt, Kunstmuseum Basel)

Sigmund Feyerabend (* 1528 in Heidelberg; † 22. April 1590 in Frankfurt am Main) war einer der bedeutendsten Drucker und Verleger im 16. Jahrhundert.

## Leben
Feyerabend absolvierte eine Lehre als Formschneider. Nach Lehr- und Wanderjahren in Italien kam er nach Frankfurt, wo er am 14. August 1559 die Bürgertochter Magdalena Borckhauer heiratete und am 25. Mai 1560 das Bürgerrecht erwarb. 1562  gründete er die Companei, eine Verlagsgemeinschaft mit Georg Rab und den Erben Weigand Hans. Die Companei wurde rasch zu einem der bedeutendsten Verlage des 16. Jahrhunderts. Der Aufstieg ruhte auf einem Gespür für den Markt, sowie auf der Zusammenarbeit mit hervorragenden Illustratoren, wie Jost Amman und Virgilius Solis. Bis 1570 kam ein Sortiment von über 60 Produktionen auf den Markt, darunter volkstümliche, historische, theologische und juristische Werke.
Nach und nach brachte Feyerabend die meisten Frankfurter Drucker in seine Abhängigkeit. Zugleich war er ein skrupelloser Geschäftsmann, der in mehrere Prozesse verwickelt war, teils wegen unerlaubter Nachdrucke, teils weil er kaiserliche oder städtische Privilegien nicht beachtete. Am 23. November 1564 wurde er für fünf Tage in einem Turm der Frankfurter Stadtbefestigung inhaftiert, weil er die Newen Zeitungen den Türkischen Absagebrief an die Römische Keyserliche Majestät betreffend ohne Konzession des Rates in Umlauf gebracht hatte.
In den 1570er Jahren brachte es Feyerabend zu beachtlichem Wohlstand. 1567 versteuerte er ein Vermögen von 6000 Gulden, während er 1577 mit mehr als 16.000 Gulden in die höchste Steuerklasse fiel. 1579 erwarb er die Häuser Zum Rendel in der Töngesgasse und Zum Kleinen Stalburg am Liebfrauenberg. Auf dessen Gelände unmittelbar neben der Liebfrauenkirche ließ Feyerabend einen 1582 bezogenen Neubau errichten. Danach geriet sein Unternehmen in finanzielle Schwierigkeiten. Bereits 1583 musste er das Haus zum Kleinen Stalburg verpfänden, 1585 ein Darlehen des Rates aufnehmen.
Am 22. April 1590 starb Feyerabend an den Folgen eines Schlaganfalls. Am 24. April wurde er in der Dominikanerkirche beerdigt. Das 1840 entstandene Gutenberg-Denkmal auf dem Roßmarkt zeigt in einem der Medaillons unter dem Gesims ein Porträt Feyerabends.

## Von Feyerabend verlegte Werke
- Plinius der Jüngere, Johann Heyden: Des furtrefflichen Hochgelehrten Alten Philosophie / Bücher und schrifften / von der Natur … Frankfurt 1556
- Martin Luther, Virgilius Solis: Bibel, Frankfurt 1560
- CAROLINA. Des aller durchleuchtigsten/ großmechtigsten/ unüberwindlichsten Keyser Karls des Fünfften/ und des Heyligen Römischen peinlich Gerichtsordnung …, Frankfurt 1560
- Martin Luther, Jost Amman: Bibel, Frankfurt 1564
- Heinrich Lautensack: Des Circkels unnd Richtscheyts, auch der Perspectiva, und Proportion der Menschen und Rosse …, Frankfurt 1564
- Georg Rüxner: Thurnier Buch: von Anfang, Ursachen, ursprung, vnd herkommen der Thurnier im heyligen Römischen Reich …, Frankfurt 1567
- Sebastian Franck, Ulrich Schmidel: Weltbuch, Frankfurt 1567
- Hans Sachs, Jost Amman:  Eygentliche Beschreibung aller Stände auff Erden hoher und nidriger, geistlicher und weltlicher …, Frankfurt 1568
- Livius, Joachim Grell: Chronologia In Titi Livii Historiam, Accommodata Ad Tabvlas Capitolinas Verrii Flacci …, Frankfurt 1568
- Flavius Josephus, Jost Amman: Historien und Bücher, Frankfurt 1569
- Noe Meurer: Wasser-Recht und Gerechtigkait fürnemlich des Weitberühmbten und Goltreichen Rheinstrams, Frankfurt 1570
- Sigmund Feyerabend: Warhaffiger Gegenbericht / Auff das vngegruendt verschreyen, schaenden, holhippen vnd schmehen, so Christoff Walther. ..wider vns vnd vnsere Biblien, so zu Franckfurt am Mayn gedruckt worden, hat lassen außgehn…, Frankfurt 1571
- Tischreden Doctor Martini Lutheri, so er vielen …, Frankfurt 1571
- Heinrich Kellner, Jost Amman:  Chronica. das ist: Wahrhaffte eigentliche und kurtze Beschreibung / aller Hertzogen zu Venedig Leben …, Frankfurt 1574
- Donato Giannotti: Respublica. das ist: Wahrhaffte eigentliche und kurtze Beschreibung der herrlichen und weit berümpten Statt Venedig …, Frankfurt 1574
- Martin Luther: Propheceyung, Frankfurt 1576

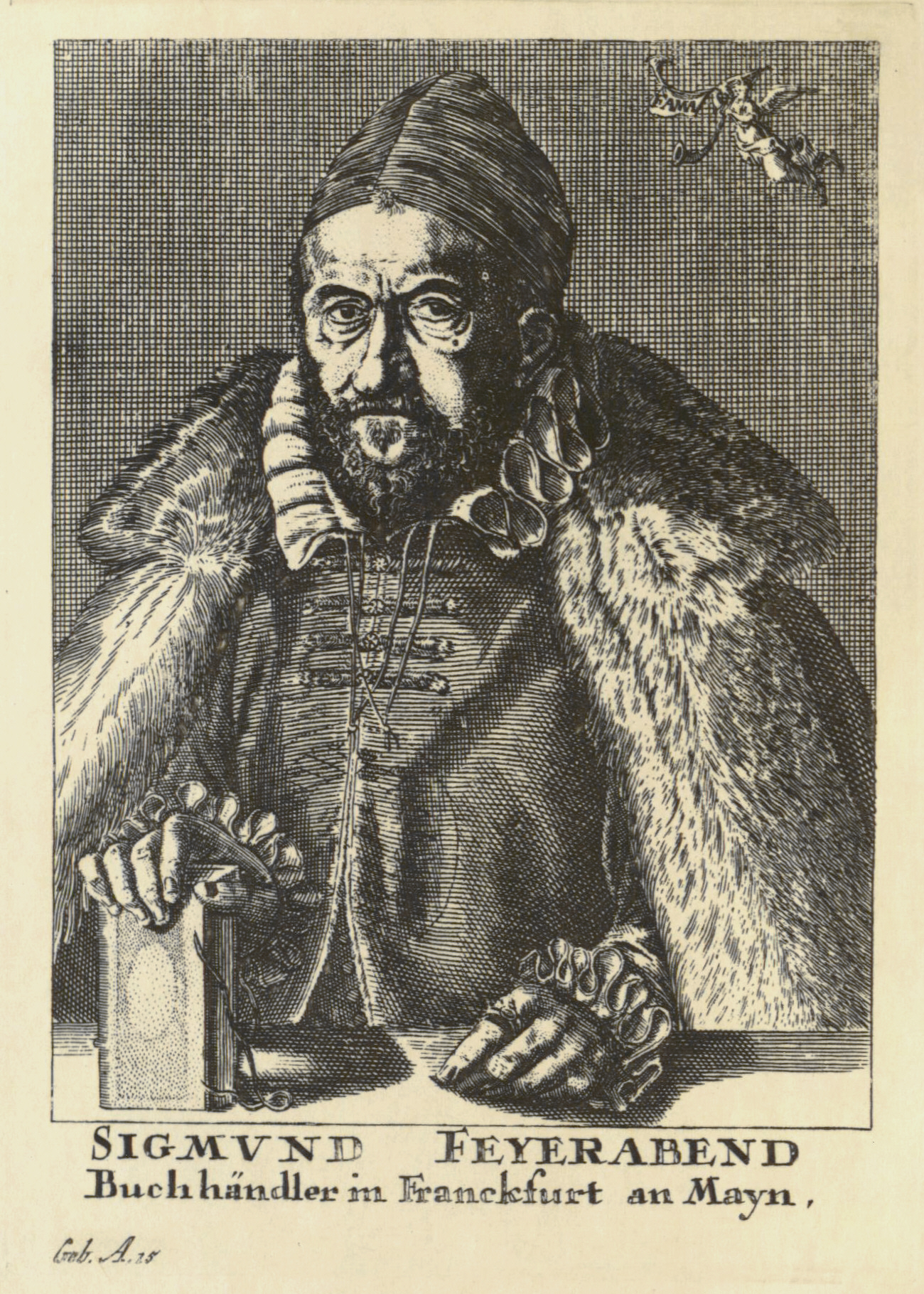
Sigmund Feyerabend, Buchhändler in Franckfurt am Mayn

- Johann Fichard: Der Statt Franckenfurt erneuwerte Reformation, Frankfurt 1578
- Jost Amman: Stamm- und Wappenbuch des hohen und niedern Standes, Frankfurt 1579
- Jost Amman: Insignia sacrae caesareae Majestatis, principum electorum, ac aliquot illustrissimarum, illustrium …, Frankfurt 1579
- Albertus Magnus: Daraus man alle Heimligkeit des Weiblichen geschlechts erkennen kan/…, Frankfurt 1581
- Francisco Álvares: General Chronica, Frankfurt 1581
- (Flavij Josephij), (Jost Amman): Von alten jüdischen Geschichten, vom Jüdischen Krieg, Frankfurt (1581)
- Noe Meurer: Jag vnd Forstrecht, Frankfurt 1582
- Ambraser Liederbuch, Frankfurt 1582
- Neuw Jag unnd Weydwerck Buch: Anderer theil der Adelichen Weydwerck, Nemlich Falcknerey, Beyssen und Federspiel …, Frankfurt 1582
- Reyßbuch deß heyligen Lands, Frankfurt 1584
- Philipp Lonicer: Chronica Turcica, Frankfurt 1584
- Georg Bartisch: Ophthalmodouleia. Das ist Augendienst. Newer und wolgegründter Bericht von ursachen und erkenttnüs aller Gebrechen, Schäden und Mängel der Augen und des Gesichtes, wie man solchen anfenglich mit gebürlichen Mitteln begegnen, vorkommen und wehren, Auch wie man alle solche Gebresten künstlich durch Artzney, Instrument und Handgrieffe curiren, wircken und vertreiben sol. […]. Dresden 1583 (1584 bei Sigmund Feyerabend in Frankfurt am Main herausgegeben).
- Jost Amman: Frauentrachtenbuch, Frankfurt 1586
- Marx Rumpolt, Jost Amman: Ein new Kochbuch, das ist ein grundtliche Beschreibung, wie …, Frankfurt 1587
- Historia Rervm In Oriente Gestarvm Ab Exordio Mvndi Et Orbe Conditio Ad Nostra Haec Vsque Tempora …, Frankfurt 1587
- Buch der Liebe, Frankfurt 1587
- Stephan Feyerabend: De Feierabetho Omnium Rerum Socio Ac Fine Carmen Temporarium, Frankfurt 1590
- Georg Raben, Weygand Hanen Erben Bibel, Frankfurt 1577